# Bijeli žednjak
Bijeli žednjak  (lat. Sedum album) višegodišnja je biljka iz roda žednjaka, porodice Crassulaceae, rasprostranjena po velikim dijkelovi,ma Europe, sjevernoj Africi i u Aziji od Turske do Irana.
Ima crvenkastu puzajuću stabljiku, plitkog je korijena i naizmjeničnim listova. Cvjetovi su dvospolni, bijeli, skupljeni u 2 do 5 cm duge razgranate cvatove. Cvate u lipnju i srpnju.
Listovi i vrhovi biljke su jestivi, koriste se u salatama, njime se hrani i leptir Parnassius apollo.

## Podvrste
1. Sedum album subsp. rupimelitense Mifsud, R.Stephenson & Thiede; sicilija
2. Sedum album subsp. serpentini (Janch.) Barina; Albanija